# Rewolwer FN Barracuda
FN Barracuda – rewolwer sprzedawany przez firmę Fabrique Nationale z Herstal, produkowany na jej zlecenie przez firmę Astra-Unceta SA. Rewolwer Barracuda został skonstruowany na początku lat siedemdziesiątych XX wieku. Jest to dość typowy sześciostrzałowy rewolwer o mechanizmach wyraźnie wzorowanych na rewolwerach firmy Smith and Wesson.
Jego charakterystyczną cechą jest osłona spustu typu "combat" rozpowszechniona w produkowanych w latach siedemdziesiątych i osiemdziesiątych pistoletach, ale bardzo rzadko spotykana w rewolwerach. Broń jest sprzedawana z dwoma bębnami rewolwerowymi. Jeden umożliwia strzelani nabojami .357 Magnum i .38 Special, drugi nabojami 9 x 19 mm Parabellum. Naboje Parabellum muszą być przed załadowaniem do bębna spięte przy pomocy płaskiego ładownika.
Rewolwery Barracuda są używane przez belgijską policję, a także były sprzedawane na rynku cywilnym.